# Pauk biljka
Pauk biljka (zeleni ljiljan, lat. Chlorophytum comosum) ,vrsta jednosupnice iz roda hlorofitum Chlorophytum, dio porodice šparogovki. Porijeklom je iz Afrike, a danas se uzgaja kao ukrasna sobna biljka po mnogim zemljama svijeta.
Osim što je lijepa kao ukras, pauk biljka je i korisna jer iz zraka uklanja razne toksine, kao benzen, ksilen, ugljični monoksid, formaldehid i toluen.
Laka je za održavanje, zalijeva se jednom tjedno, a ne smije biti direktno izložena suncu.

## Galerija
- Chlorophytum comosum, Eastern Cape.
- C. comosum
- C. comosum, cvijet
- C. comosum, sjeme
- C. comosum, plod